# Theodor Herzl

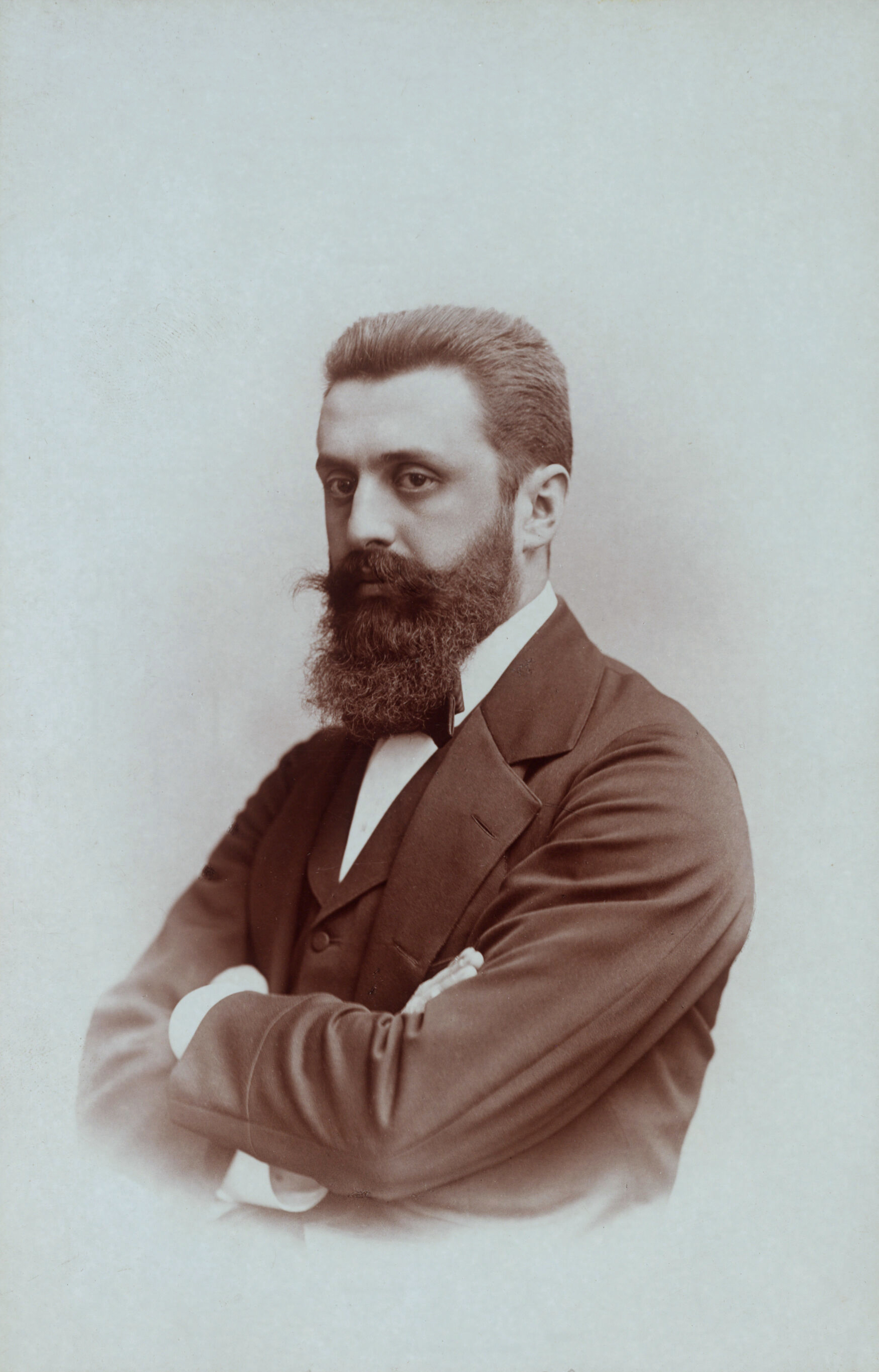
Theodor Herzl, cirka 1900.

Theodor Herzl, ursprungligen Benjamin Ze’ev Herzl (hebreiska: בִּנְיָמִין זְאֵב הֶרְצֵל), född 2 maj 1860 i Budapest i Kungariket Ungern, död 3 juli 1904 i Edlach i Niederösterreich i Österrike-Ungern, var en österrikisk judisk journalist, dramatiker och politisk aktivist, som var med och grundade den moderna politiska sionismen.

## Biografi
Herzl föddes i Ungern men blev senare journalist och redaktör för den inflytelserika tidningen Neue Freie Presse i Wien. Som korrespondent i Paris åren 1891–1895 kom han att bevaka den mycket omtalade rättegången mot den fransk-judiske officeren Alfred Dreyfus, kallad Dreyfusaffären.
Rättegången visade sig vara hopsatt av en grupp personer med antisemitiska åsikter och var ämnad att sätta Dreyfus i fängelse för ett brott han inte hade begått. Denna orättvisa påverkade Herzl, som ansåg det uppenbart att Dreyfus ställdes inför rätta bara på grund av sin judiska bakgrund.
Efter Dreyfusaffären bestämde Herzl sig för att använda sina kunskaper och sin ställning som framstående journalist åt att hjälpa judarna. 1896 publicerade Herzl boken Judestaten. Där argumenterade Herzl för att judar måste skapa en egen stat. Att den skulle ligga i Palestina var inte självklart för Herzl. Han angav även Argentina som en möjlighet på grund av landets rika natur och stora yta. Vid sionistkongressen 1903 föreslog han att kongressen skulle anta Storbritanniens erbjudande att öppna Östafrika för sionistisk immigration, men kongressen beslöt att förespråka Palestina som den lämpligaste platsen för en judisk stat.
Före utgivningen av Herzls Judestaten fanns sedan 1860- och 1870-talet personer som hävdade att det inte fanns något annat alternativ för judarna än att skapa en egen stat. Men det var Herzl som i praktiken gjorde det möjligt. Grundidén var att med hjälp av en eller flera stormakter bygga upp judestaten. Därför kan man säga att skillnaden mellan Herzls sionism och tidigare sionistiskt influerade idéer är att Herzls idéer, den politiska sionismen, i praktiken var mer genomtänkt och mer praktiskt genomförbar.
Tanken att det judiska folket skulle flytta till Palestina och bilda Israel i smyg var otänkbar, enligt Herzl.
Eftersom de östeuropeiska judarna, speciellt de ryska, drabbades av pogromer var det omöjligt att leva kvar i Östeuropa. En stor massutvandring startade, främst till USA, men också till Västeuropa.
Detta oroade de rika judar som lyckats assimilera sig i den nationella bourgeoisin. Många, även Herzl, ansåg att de fattiga östeuropeiska judarna tog antisemitismen med sig. Dit de fattiga judarna kom, dit kom också antisemitismen, och om invandringen till Västeuropa blev för stor skulle alltså de själva ta skada, resonerade de.
På så sätt blev också den tänkta judestaten en åtgärd för att se till att de fattiga östeuropeiska judarna flyttade någon annanstans än till Västeuropa.
| ”                                                                    | Den statsbildande rörelse, som jag föreslår, torde emellertid lika litet skada de israelitiska fransmännen som 'assimilerade' i andra länder. Tvärtom, den skulle gagna dem! Ty, för att använda Darwins ord, de skulle inte längre bli störda i sin 'kromatiska funktion'. De skulle lugnt kunna assimilera sig, emedan den nuvarande antisemitismen för alltid skulle bringas till tystnad. Man kommer också att lita på att de är assimilerade ända in i själen, när den nya judestaten med sina bättre institutioner har blivit verklighet, och de ändå stannar kvar där de är. De 'assimilerade' kommer att ha ännu större fördel än de kristna medborgarna av att de stamtrogna judarna försvinner. Ty de assimilerade kommer att slippa den oroande, oberäkneliga och ofrånkomliga konkurrensen från det judiska proletariatet, som på grund av politiskt tryck och ekonomisk nöd kastas från ort till ort, från land till land. | „ |
| – Theodor Herzl, Judestaten. René Coeckelberghs Partisanförlag 1971. | |   |

Målet var också att det var de fattiga judarna som skulle vara de allra första som åkte till judestaten och byggde upp det nya landet. Därefter skulle fler och fler välbeställda anlända.
När Herzl avled i hjärtinfarkt 1904 följdes hans kista av över 6000 sörjande och efter hans död kom arbetet på hans idéer om en judisk stat att intensifieras. De fortsatta ansträngningarna och förhandlingarna kom att skötas av den framstående judisk-brittiske professorn i kemi Chaim Weizmann.
Herzls idéer om en judisk stat lade grunden till att Israel senare bildades. Herzl kom dock inte ensam fram till dessa slutsatser, utan det låg i tiden. Herzl byggde vidare på dessa idéer om det judiska folket. I sin bok Judestaten skriver han att han inte har hittat en definitiv lösning på problemet men en början till en lösning. Undermedvetet visade han sionismens anhängare vägen mot självständighet.
Eftersom många judar inte höll med Herzl, speciellt de liksom Herzl assimilerade judarna, om vissa frågor skrev han i sin bok Judestaten: ”Men först måste det ljusna i sinnena”. 1948, 52 år efter utgivningen av Judestaten, bildades staten Israel. Strax norr om Tel Aviv finns en stad uppkallad efter Herzl.